# Liste des monuments classés du gouvernorat de Sfax
Cette liste des monuments classés du gouvernorat de Sfax est une liste des monuments historiques et archéologiques protégés et classés du gouvernorat de Sfax établie par l'Institut national du patrimoine de Tunisie.

## Liste
| Identifiant monument | Site           | Monument                                                                                   | Adresse                     | Date de classement | Décret             | Coordonnées                       | Illustration                                                                               |                       |
| -------------------- | -------------- | ------------------------------------------------------------------------------------------ | --------------------------- | ------------------ | ------------------ | --------------------------------- | ------------------------------------------------------------------------------------------ | --------------------- |
| 61-1                 | Inchilla       | Citernes                                                                                   |                             | 22 mars 1899       | 22 mars 1899       | à géolocaliser                    | Image manquante Téléverser                                                                 | Télécharger une image |
| 61-2                 | Borj Younga    | Forteresse byzantine                                                                       |                             | 3 mars 1915        | 3 mars 1915        | 34° 28′ 02″ nord, 10° 24′ 40″ est | Forteresse byzantine                                                                       | Télécharger une image |
| 61-3                 | Thyna          | Bains privés près de la route de Sfax, pavés de mosaïques                                  |                             | 1er mars 1905      | 1er mars 1905      | à géolocaliser                    | Image manquante Téléverser                                                                 | Télécharger une image |
| 61-4                 | Thyna          | Grands thermes publics                                                                     |                             | 1er mars 1905      | 1er mars 1905      | à géolocaliser                    | Grands thermes publics                                                                     | Télécharger une image |
| 61-5                 | Thyna          | Mausolée octogonal                                                                         | Route de Gabès km 13        | 3 mai 1920         | 3 mai 1920         | à géolocaliser                    | Image manquante Téléverser                                                                 | Télécharger une image |
| 61-6                 | Thyna          | Tombeaux des nécropoles romaines fouillées de 1905 à 1910                                  |                             | 13 mars 1912       | 13 mars 1912       | à géolocaliser                    | Image manquante Téléverser                                                                 | Télécharger une image |
| 61-7                 | Sidi Mansour   | Baptistère                                                                                 | Route de Sidi Mansour km 15 | 3 mars 1915        | 3 mars 1915        | 34° 47′ 52″ nord, 10° 51′ 54″ est | Baptistère                                                                                 | Télécharger une image |
| 61-8                 | Kerkennah      | Pont                                                                                       | Pont d'Ouled Yaneg          | 22 mars 1899       | 22 mars 1899       | 34° 39′ 45″ nord, 11° 07′ 25″ est | Image manquante Téléverser                                                                 | Télécharger une image |
| 61-9                 | Kerkennah      | Columbarium                                                                                |                             | 22 mars 1899       | 22 mars 1899       | à géolocaliser                    | Image manquante Téléverser                                                                 | Télécharger une image |
| 61-10                | Kerkennah      | Bordj-el-Ksar                                                                              | Sidi Fredj                  | 3 mars 1915        | 3 mars 1915        | 34° 42′ 27″ nord, 11° 09′ 07″ est | Bordj-el-Ksar                                                                              | Télécharger une image |
| 61-11                | Sfax           | Grande mosquée                                                                             | 1, rue de la Grande Mosquée | 13 mars 1912       | 13 mars 1912       | 34° 44′ 09″ nord, 10° 45′ 39″ est | Grande mosquée                                                                             | Télécharger une image |
| 61-12                | Sfax           | Ancienne Driba                                                                             | 5, rue Sidi Ali Ennouri     | 16 novembre 1928   | 16 novembre 1928   | 34° 44′ 13″ nord, 10° 45′ 44″ est | Ancienne Driba                                                                             | Télécharger une image |
| 61-13                | Sfax           | Borj El Guennouni                                                                          |                             | 30 juillet 2002    | 30 juillet 2002    | 34° 45′ 08″ nord, 10° 45′ 03″ est | Borj El Guennouni                                                                          | Télécharger une image |
| 61-14                | Sfax           | Mosquée Djama-el-Bahri                                                                     | Rue de la Kasbah            | 25 janvier 1922    | 25 janvier 1922    | 34° 44′ 04″ nord, 10° 45′ 42″ est | Mosquée Djama-el-Bahri                                                                     | Télécharger une image |
| 61-15                | Sfax           | Mosquée de Sidi-Amor                                                                       | Rue Borj Ennar              | 25 janvier 1922    | 25 janvier 1922    | 34° 44′ 07″ nord, 10° 45′ 48″ est | Mosquée de Sidi-Amor                                                                       | Télécharger une image |
| 61-16                | Sfax           | Zaouïa Sidi-Abd-el-Kader                                                                   |                             | 25 janvier 1922    | 25 janvier 1922    | à géolocaliser                    | Image manquante Téléverser                                                                 | Télécharger une image |
| 61-17                | Sfax           | Zaouïa Sidi Ali Kelil                                                                      | 10, rue Sidi Ali Kellil     | 16 novembre 1928   | 16 novembre 1928   | à géolocaliser                    | Image manquante Téléverser                                                                 | Télécharger une image |
| 61-18                | Sfax           | Remparts                                                                                   |                             | 13 mars 1912       | 13 mars 1912       | 34° 44′ 02″ nord, 10° 45′ 39″ est | Remparts                                                                                   | Télécharger une image |
| 61-19                | Sfax           | Souk Kriaâ                                                                                 |                             | 1er septembre 2000 | 1er septembre 2000 | 34° 44′ 18″ nord, 10° 45′ 33″ est | Souk Kriaâ                                                                                 | Télécharger une image |
| 61-20                | Sfax           | Minaret de Sidi Reïs                                                                       | Place de la Kasbah          | 25 janvier 1922    | 25 janvier 1922    | à géolocaliser                    | Minaret de Sidi Reïs                                                                       | Télécharger une image |
| 61-21                | Sfax           | Trois façades de l'hôtel Zitouna (rue Habib-Thameur, rue Hédi-Chaker et rue Mohamed-Ali)   | 25, avenue Hédi-Chaker      | 1er septembre 2000 | 1er septembre 2000 | 34° 43′ 51″ nord, 10° 45′ 55″ est | Trois façades de l'hôtel Zitouna (rue Habib-Thameur, rue Hédi-Chaker et rue Mohamed-Ali)   | Télécharger une image |
| 61-22                | Sfax           | Façade de la maison                                                                        | 15, rue Sidi Belhassen      | 25 janvier 1922    | 25 janvier 1922    | 34° 44′ 12″ nord, 10° 45′ 38″ est | Façade de la maison                                                                        | Télécharger une image |
| 61-23                | Sfax           | Trois façades de l'immeuble (avenue Habib-Bourguiba, rue Victor-Hugo et rue Farhat-Hached) | 12, avenue Habib-Bourguiba  | 24 septembre 2001  | 24 septembre 2001  | 34° 43′ 59″ nord, 10° 45′ 51″ est | Trois façades de l'immeuble (avenue Habib-Bourguiba, rue Victor-Hugo et rue Farhat-Hached) | Télécharger une image |
| 61-24                | Henchir Botria | Kasr-Erressass                                                                             |                             | 22 mars 1899       | 22 mars 1899       | 35° 04′ 48″ nord, 11° 01′ 14″ est | Kasr-Erressass                                                                             | Télécharger une image |
| 61-25                | Henchir Botria | Amphithéâtre                                                                               |                             | 22 mars 1899       | 22 mars 1899       | 35° 04′ 47″ nord, 11° 01′ 15″ est | Image manquante Téléverser                                                                 | Télécharger une image |
| 61-26                | Henchir Rougga | Forum                                                                                      |                             | 22 mars 1899       | 22 mars 1899       | 35° 12′ 43″ nord, 10° 47′ 30″ est | Image manquante Téléverser                                                                 | Télécharger une image |
| 61-27                | Henchir Rougga | Citernes                                                                                   |                             | 22 mars 1899       | 22 mars 1899       | 35° 12′ 44″ nord, 10° 47′ 30″ est | Citernes                                                                                   | Télécharger une image |
| 61-28                | Henchir Rougga | Arc de triomphe                                                                            |                             | 22 mars 1899       | 22 mars 1899       | 35° 12′ 42″ nord, 10° 47′ 30″ est | Image manquante Téléverser                                                                 | Télécharger une image |
| 61-29                | Henchir Rougga | Amphithéâtre                                                                               |                             | 22 mars 1899       | 22 mars 1899       | 35° 12′ 43″ nord, 10° 47′ 29″ est | Image manquante Téléverser                                                                 | Télécharger une image |
| 61-30                | Henchir Botria | Citernes                                                                                   |                             | 22 mars 1899       | 22 mars 1899       | 35° 04′ 46″ nord, 11° 01′ 16″ est | Citernes                                                                                   | Télécharger une image |
| 61-31                | Sfax           | Immeuble Ennouri                                                                           | 43, avenue Habib-Bourguiba  | 13 décembre 2010   | 13 décembre 2010   | 34° 43′ 54″ nord, 10° 45′ 46″ est | Immeuble Ennouri                                                                           | Télécharger une image |
| 61-32                | Sfax           | Quasr Ben Romdhan                                                                          | 29, avenue Habib-Bourguiba  | 13 décembre 2010   | 13 décembre 2010   | 34° 43′ 57″ nord, 10° 45′ 51″ est | Quasr Ben Romdhan                                                                          | Télécharger une image |
| 61-33                | Kerkennah      | Maison Bourguiba et ses annexes                                                            |                             | 15 mars 2022       | 15 mars 2022       | à géolocaliser                    | Image manquante Téléverser                                                                 | Télécharger une image |
| 61-34                | Kerkennah      | Tour aghlabide de Mellita                                                                  |                             | 15 mars 2022       | 15 mars 2022       | à géolocaliser                    | Image manquante Téléverser                                                                 | Télécharger une image |
| 61-35                | Sfax           | Façades de l'ancien siège de la compagnie Sfax-Gafsa                                       |                             | 15 mars 2022       | 15 mars 2022       | à géolocaliser                    | Façades de l'ancien siège de la compagnie Sfax-Gafsa                                       | Télécharger une image |
| 61-36                | Agareb         | Zaouïa de Sid Agareb                                                                       |                             | 22 janvier 2024    | 22 janvier 2024    | à géolocaliser                    | Image manquante Téléverser                                                                 | Télécharger une image |